# Hammada elegans
Hammada elegans là loài thực vật có hoa thuộc họ Dền. Loài này được Botsch. mô tả khoa học đầu tiên năm.